# Премия Леонтьева
Премия Леонтьева за расширение границ экономической мысли (англ. Leontief Prize for Advancing the Frontiers of Economic Thought) — международная экономическая премия, ежегодно с 2000 года (за исключением 2003 года) присуждаемая Институтом глобального развития и окружающей среды (Медфорд, шт. Массачусетс). Премия учреждена в память выдающегося экономиста В. Леонтьева, сотрудничавшего с институтом с 1993 по 1999 год. Премия присуждается за комбинированные теоретические и эмпирические исследования, способствующие более полному пониманию общественных процессов и процессов окружающей среды.

## Лауреаты премии
- 2000 — А. Сен и Дж. К. Гэлбрейт;
- 2001 — Х. Дэли и П. Стритен;
- 2002 — Э. Эмсден и Д. Родрик;
- 2004 — Р. Франк и Н. Фолбр;
- 2005 — Ричард Нельсон и Ха-Джун Чанг;
- 2006 — Самуэль Боулз и Дж. Шор.
- 2007 — Jomo Kwame Sundaram и Stephen DeCanio
- 2008 — José Antonio Ocampo и Robert Wade
- 2009 — не присуждалась
- 2010 — Бина Агарвал и Дэниэл Канеман
- 2011 — Николас Стерн и Мартин Вейцман
- 2012 — Michael Lipton и C. Peter Timmer
- 2013 — Альберт Хиршман и Frances Stewart
- 2014 — Энгус Дитон и Джеймс Гэлбрейт
- 2015 — Duncan K. Foley и Lance Taylor
- 2016 — Amit Bhaduri и Diane Elson
- 2017 — James Boyce и Joan Martinez-Alier
- 2018 — Мариана Маццукато и Бранко Миланович